# 손소벽
손소벽( 孫小碧, 1801년 ~ 1840년 1월 31일)은 조선의 천주교 박해 때에 순교한 한국 천주교의 103위 성인 중에 사람이다. 세례명은 막달레나(Magdalena)이다.
그녀는 순교자 최창흡 베드로의 아내이다.

## 생애
손소벽은 한양의 한 천주교 가정에서 태어났다. 그녀의 아버지가 1801년 신유박해로 유배형에 처해진 후 순교하고, 얼마 못가 어머니 마저도 세상을 떠난 뒤로, 그녀는 외할머니와 함께 살았다. 가족의 불행한 상황은 그녀를 소심하게 만들었고 그녀는 다른 천주교인들과 떨어져 지냈으므로, 천주교를 늦게 배웠다.
그녀는 17세에 최창흡과 결혼하여 함께 교리를 배웠다. 1821년에 콜레라가 창궐하자, 그녀는 남편과 함께 비상 세례를 받았다. 그는 후일에 그녀보다 먼저 순교한다. 그들은 열한 명의 자녀를 두었지만, 그들 중 아홉 명은 유아기 때 목숨을 잃었다. 그녀는 온화한 성품과 상냥한 말씨를 지녔었으며, 바느질과 수놓기에 뛰어난 재능이 있는 것으로 유명했다.
1839년 기해년의 박해 동안에, 그녀는 친척집에서 숨어지냈지만, 6월에 가족과 함께 체포되었다. 포장은 그녀를 심문했다. "네 동료 천주교도 들이 어딨는지 불어라." "저는 제 동료 교우들이 있는 곳을 발설하여 그들에게 해를 입히고 싶지 않습니다. 저는 절대 하느님을 부정할 수 없습니다." "네가 그 한 마디만 한다면, 석방되어 네 남편과 자식들과 함께 살 수 있지만, 고집을 부린다면, 너는 죽을 것이다." "제 삶은 제 것이 아닙니다. 저는 제 삶을 구원 받기 위하여 제 하느님을 부정할 수 없습니다."
그녀는 그녀의 사위 조신철이 베이징에서 가져와 그녀에게 맡겨 놓은 교회 물품에 대한 출처의 추긍으로 인하여서도 극심한 고문을 받았다. 그녀는 일곱 차례의 심문을 받았고, 세 차례 주뢰형에 처해졌으며, 곤장 260 여대를 맞았다. 그녀는 살가죽이 떨어져 나갔으며 피투성이가 되었지만, 모든 고통을 견딜 수 있는 힘을 준 하느님께 감사했다.
손소벽은 그녀의 두 살 된 막내딸도 감옥 안으로 들였다. 하지만, 그곳은 탁한 공기에 어둡고 음식이 부족한데다가, 그녀는 자식이 그녀의 순교 의지를 약하게 만들 수도 있다는 생각에, 그 딸을 한 친척에게 맡겼다. 그녀는 형조에서도 3 차례의 고문을 더 견녀낸 뒤, 사형장에서 순교하였다.
관찬기록(《승정원일기》)에 따르면, 손소벽은 마침내 한양 근교의 당고개로 압송되어 1840년 1월 31일에 39세의 나이로 다섯 명의 교우와 함께 참수되었다고 한다.

## 시복 · 시성
손소벽 막달레나는 1925년 7월 5일에 로마 성 베드로 광장에서 교황 비오 11세가 집전한 79위 시복식을 통해 복자 품에 올랐고, 1984년 5월 6일에 서울특별시 여의도에서 한국 천주교 창립 200주년을 기념하여 방한한 교황 요한 바오로 2세가 집전한 미사 중에 이뤄진 103위 시성식을 통해 성인 품에 올랐다.

## 참고 문헌
- 가톨릭 사전: 손소벽 보관됨 2014-12-14 - 웨이백 머신
- Catholic Bishop's Conference Of Korea. 103 Martryr Saints: 손소벽 막달레나 Magdalena Son So-byog 보관됨 2019-11-16 - 웨이백 머신